# НЛ-8
НЛ-8 - надувная лодка.

Надувная лодка НЛ-8 предназначена для десантной переправы войск.

Надувная лодка НЛ-8 принята на вооружение взамен НЛ-5.

## Техническое описание
Надувная лодка НЛ-8 имеет надувную камеру с пятью отсеками. Днище усиливается складным днищем из водостойкой фанеры. Для снаряжения лодки снимается чехол, затем лодка раскладывается на земле и при помощи меха и шланга надувается воздухом, сиденье зашнуровывается, весла вставляются в уключины, мех и шланг укладываются под сиденье, вентили закрываются крышками, а перепускные трубки – зажимами.

Лодку переносят к реке два человека.

### Технические характеристики
- масса – 55 кг;
- грузоподъемность – 0,65 т;
- десант – 8 чел.;
- время снаряжения – 4 мин.;
- скорость передвижения с забортным мотором – 8 км/ч;
- скорость передвижения на веслах – 4 км/ч;
- длина – 4 м;
- ширина - 1,36 м;
- диаметр борта – 0,4 м.